# Ahmed Galdoune
Ahmed Amine Galdoune (31 mei 1996) is een Marokkaans voormalig baan- en wegwielrenner.

## Carrière
In juni 2014 werd Galdoune nationaal kampioen tijdrijden bij de junioren door het parcours in en rond Azilal sneller af te leggen dan Ilyass Rabihi en Youness Tahiri.
In februari 2016 nam Galdoune deel aan de tweede Afrikaanse kampioenschappen baanwielrennen. Hier werd hij derde in de puntenkoers en won hij drie dagen later de gouden medaille op het onderdeel keirin. Vier maanden won hij op de weg de tweede etappe in de Ronde van Hongarije. Mede door een derde plek in de derde en een tweede plek in de vijfde etappe wist hij ook het puntenklassement op zijn naam te schrijven, met een voorsprong van vijftien punten op Rok Korošec.
In 2017 won Galdoune de GP Sakia El Hamra – de eerste wedstrijd van de Challenges de la Marche Verte – door in een sprint met een kleine groep de Italianen Umberto Marengo en Mattia De Mori achter zich te laten.

## Baanwielrennen

### Palmares
| Jaar | MK | AK                                                     | WK | Overig |
| ---- | -- | ------------------------------------------------------ | -- | ------ |
| 2016 |    | keirin · puntenkoers · 5e sprint                       |    |        |
| 2017 |    |                                                        |    |        |
| 2018 |    | keirin · ploegenachtervolging · teamsprint · 6e sprint |    |        |
| 2019 |    | koppelkoers · keirin · sprint                          |    |        |

## Wegwielrennen

### Overwinningen
2014
 Marokkaans kampioen tijdrijden, Junioren
2016
2e etappe Ronde van Hongarije
Puntenklassement Ronde van Hongarije
2017
GP Sakia El Hamra
Trophée de la Maison Royale
10 etappe Ronde van Marokko
Puntenklassement Ronde van Marokko
3e etappe Carpathian Couriers Race
2018
2e etappe deel A Carpathian Couriers Race